# Parafia św. Walentego w Łążynie
Parafia Świętego Walentego w Łążynie – parafia rzymskokatolicka, znajdująca się w diecezji toruńskiej, w dekanacie Bierzgłowo. 